# Хайнрих IV (Мекленбург)
Вижте пояснителната страница за други личности с името Хайнрих IV.
Хайнрих IV Дебелия (на немски: Heinrich IV, Herzog zu Mecklenburg, Heinrich der Dicke; * 1417, † 9 март 1477) e херцог на Мекленбург от 1422 до 1477 г.

## Живот
Той е по-големият син на херцог Йохан IV от Мекленбург (1370 – 1422) и втората му съпруга Катарина фон Саксония-Лауенбург (1400 – 1450), дъщеря на херцог Ерих IV от род Аскани.
След смъртта на баща му през 1422 г. той управлява първо под регентството на майка си до 1436 г. и след това заедно с брат си Йохан V († 1442). Към края на живота си той предава постепенно управлението на синовете си.
След смъртта му Хайнрих е погребан в Доберан.

## Фамилия
Хайнрих IV се жени през май 1432 г. за Доротея Бранденбургска (1420 – 1491), най-малката дъщеря на курфюрст Фридрих I от Бранденбург от Дом Хоенцолерн. Двамата имат децата:
- Албрехт VI (1438 – 1483, херцог на Мекленбург
- Йохан VI (1439 – 1474)), херцог на Мекленбург
- Магнус II (1441 – 1503), херцог на Мекленбург
- Катарина (1442 – 1451/52)
- Анна (1447 – 1464)
- Елизабет (1449 – 1506), абатеса в манастир Рибниц
- Балтазар (1451 – 1507), херцог на Мекленбург, коадютор в епископия Шверин до 1479